# Inverness (Califòrnia)
Inverness és una concentració de població designada pel cens dels Estats Units a l'estat de Califòrnia. Segons el cens del 2000 tenia 1.421 habitants.

## Demografia
Segons el cens del 2000, Inverness tenia 1.421 habitants, 707 habitatges, i 364 famílies. La densitat de població era de 91,9 habitants/km².
Dels 707 habitatges en un 16% hi vivien nens de menys de 18 anys, en un 41,9% hi vivien parelles casades, en un 5,5% dones solteres, i en un 48,4% no eren unitats familiars. En el 37,2% dels habitatges hi vivien persones soles el 10% de les quals corresponia a persones de 65 anys o més que vivien soles. El nombre mitjà de persones vivint en cada habitatge era d'1,98 i el nombre mitjà de persones que vivien en cada família era de 2,56.
Per edats la població es repartia de la següent manera: un 14,5% tenia menys de 18 anys, un 2,7% entre 18 i 24, un 20,3% entre 25 i 44, un 41,8% de 45 a 60 i un 20,8% 65 anys o més.
L'edat mitjana era de 51 anys. Per cada 100 dones de 18 o més anys hi havia 86,9 homes.
La renda mitjana per habitatge era de 47.500 $ i la renda mitjana per família de 78.398 $. Els homes tenien una renda mitjana de 42.448 $ mentre que les dones 37.321 $. La renda per capita de la població era de 37.340 $. Entorn del 5,5% de les famílies i el 10,6% de la població estaven per davall del llindar de pobresa.

## Poblacions més properes
El següent diagrama mostra les poblacions més properes.